# Actinacantha globulata
Actinacantha globulata är en spindelart som först beskrevs av Charles Athanase Walckenaer 1842.  Actinacantha globulata ingår i släktet Actinacantha och familjen hjulspindlar. Inga underarter finns listade i Catalogue of Life.